# Райгуба
Райгуба (карел. Raiguba) — посёлок в составе Гирвасского сельского поселения Кондопожского района Республики Карелия Российской Федерации. Расположен на западном берегу озера Сундозеро.

## Население
| 2002 | 2009 | 2010 | 2013 |
| ---- | ---- | ---- | ---- |
| 13   | ↘10  | ↘7   | ↘4   |

## Улицы
- ул. Болотная
- ул. Лесная
- ул. Октябрьская
- ул. Центральная
- ул. Школьная